# Kimberly J. Brown
Kimberly J. Brown, nacida Kimberly Jean Brown (Lexington, Kentucky, 16 de noviembre de 1984) es una actriz estadounidense, mayormente conocida por protagonizar la serie de películas de Halloweentown y Big Bad Wolf.

## Filmografía
- 1990: The Baby-Sitters Club - Amanda Delaney
- 1993: The Guiding Light - Marah Lewis n.º 3
- 1993: The Good Son - Voz adicional (sin créditos)
- 1994: Princess Caraboo - Desconocida (sin créditos)
- 1996: Christmas in Cartoontown - Voz (Kimberly Brown)
- 1997: Ellen Foster - Dora
- 1997: Kyûketsuki Miyu -
- 1998: Unhappily Ever After - Helena/chica n.º 1 episodio 3
- 1998: A Bug's Life - Voz adicional
- 1998: Halloweentown - Marnie Piper
- 1998: Two of a Kind - Nicole (2 episodios)
- 1999: Touched by an Angel - Amy (1 episodio)
- 1999: Tumbleweeds - Ava Walker
- 2000: Quints - Jamie Grover
- 2001: Der kleine Eisbär - Lona (Voz: version inglesa)
- 2001: Halloweentown II: Kalabar's Revenge - Marnie Piper
- 2001: The Blue Diner - Desconocida
- 2002: Rose Red - Annie Wheaton
- 2002: My Sister's Keeper - Joven Christine Chapman
- 2003: Law & Order: Special Victims Unit - Jessica Morse (1 episodio)
- 2003: Bringing Down the House - Sarah Sanderson
- 2004: Halloweentown High - Marnie Piper
- 2004: Switched! - Ella misma (1 episodio)
- 2005: Be Cool - Tiffany
- 2006: Big Bad Wolf - Samantha "Sam" Marche
- 2010: Friendship! - Dorthee